# تاتسوكي كوباياشي
تاتسوكي كوباياشي (باليابانية: 小林 竜樹) (5 مايو 1985 في توتشيغي في اليابان – )؛ هو لاعب كرة قدم ياباني سابق كان يلعب كلاعب وسط.

## وصلات خارجية
- تاتسوكي كوباياشي على موقع رابطة كرة القدم اليابانية للمحترفين (اليابانية)
- تاتسوكي كوباياشي على موقع قاعدة بيانات كرة القدم.إي يو (الإنجليزية)
- تاتسوكي كوباياشي على موقع Soccerway.com (الإنجليزية)
- تاتسوكي كوباياشي على موقع عالم كرة القدم.نت (الإنجليزية)